# Castello di Kam"janec'-Podil's'kyj
Il castello di Kam"janec'-Podil's'kyj (in ucraino Кам'янець-Подільська фортеця?, Kam"janec'-Podil's'ka fortecja; in polacco Twierdza w Kamieńcu Podolskim; in russo Каменец-Подольская крепость?, Kamenec-Podol'skaja krepost'; in turco Kamaniçe Kalesi), chiamato anche fortezza di Kam"janec'-Podil's'kyj, è una struttura difensiva di epoca tardo-medievale situata nella città vecchia di Kam"janec'-Podil's'kyj, in Ucraina, e compresa nella regione storica della Podolia, nella parte occidentale del Paese. Eretta nella Rutenia compresa nel Granducato di Lituania, rimase poi sotto il controllo della Confederazione polacco-lituana e operò come fortezza. A giudizio degli studiosi, l'etimologia andrebbe ricercata nella parola radice kamin', termine slavo che significa "pietra".
I resoconti storici datano il castello di Kam"janec'-Podil's'kyj all'inizio del XIV secolo, sebbene recenti prove archeologiche abbiano dimostrato la presenza umana nell'area dal XII al XIII secolo. Costruito inizialmente per proteggere il ponte che collegava la città con la terraferma, il castello si trova in cima a una penisola scavata dal tortuoso fiume Smotrič, la quale origina una difesa naturale per lo storico quartiere della città vecchia di Kam"janec'-Podil's'kyj.
La sua posizione su un crocevia strategico per i trasporti in Podolia rese il presidio un obiettivo primario per gli invasori stranieri, che ricostruirono variamente il castello in base alle proprie esigenze, conferendogli alla fine l'aspetto attuale. Nel dettaglio, il complesso è costituito dalla città vecchia fortificata dal re Casimiro IV, il cosiddetto vecchio castello ricostruito da Sigismondo I e Stefano I Báthory, e il nuovo castello, fondato dai re Sigismondo III e Ladislao IV. Tuttavia, nonostante le numerose modifiche architettoniche e ingegneristiche alla struttura originale, il castello lascia intravedere ancora un progetto architettonico coerente, essendo una delle poche costruzioni medievali nell'odierna Ucraina che è relativamente ben conservata.
Insieme al quartiere della città vecchia, il castello è annoverato come parte del Santuario storico-architettonico nazionale di "Kam"janec'" e del Parco nazionale ambientale "Podilski Tovtry". Il complesso è candidato all'assegnazione del riconoscimento di patrimonio dell'umanità conferito all'UNESCO: il deposito della richiesta, avvenuto nel 1989 ad opera di rappresentanti ucraini, ha fatto leva su varie motivazioni, non ultima l'inclusione della fortificazione tra le sette meraviglie dell'Ucraina. Oggi, la fortificazione rappresenta il punto di riferimento più caratteristico e conosciuto della città, risultando inoltre un'importante attrazione turistica regionale e nazionale.

## Descrizione
Il castello poggia su una formazione calcarea circondata da un'altura originata dal fiume Smotrič. Di conseguenza, le sue fondamenta sono state costruite utilizzando pietra calcarea, nonché mattoni e materia prima locale e importata. Tra l'altro, il termine con cui si indica del castello è attribuito alla radice kamin, ovvero la parola slava che sta per pietra.

## Storia

### Le origini

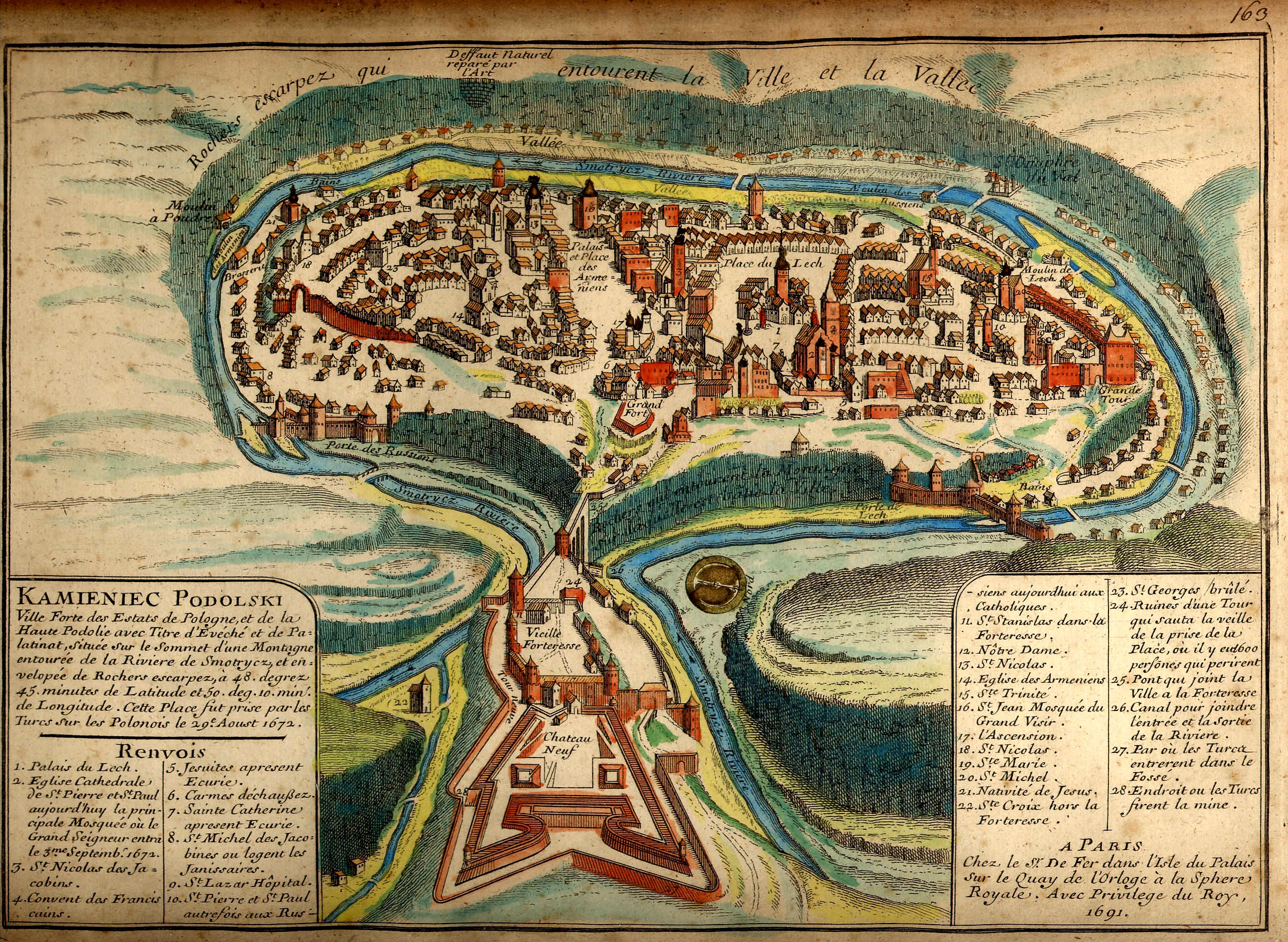
Una mappa francese del 1691 raffigurante il quartiere e il castello della città vecchia di Kamianets

La tradizionale impostazione storiografica riteneva che il castello di Kam"janec'-Podil's'kyj fosse stato fondato durante la seconda metà del XIV secolo, poiché i primi resoconti storici accurati del castello risalgono alla metà del Trecento, cioè a quando la maggior parte dei territori della Rus' occidentale era finita sotto il controllo del Granducato di Lituania. Una testimonianza importante risale al 1374: un documento scritto dal principe Karijotas in quell'anno, nello specifico, riferiva che le norme del diritto di Magdeburgo sarebbero state esposte a Kam"janec' all'interno del castello. Ad ogni modo, gli scavi archeologici durante gli anni '60, hanno fornito prove contrastanti, le quali suggeriscono che la struttura potrebbe risalire ad un'epoca anche antecedente, ovvero alla fine del XII o all'inizio del XIII secolo. È altresì chiaro dall'analisi dei reperti storici e archeologici che una fortezza di collina esisteva nell'area ed era sotto il controllo degli slavi orientali della Rus' di Kiev, anche se la fortificazione non si trovava sul sito esatto dell'attuale castello.
Il vecchio presidio si rivelò col tempo obsoleto, ma occorreva comunque in qualche modo difendere la strategica posizione di Kam"janec' e le vicine rotte commerciali: a tal fine, il voivoda di Cracovia, Spytek II di Melsztyn, iniziò a modernizzare il complesso poco prima dell'inizio del XV secolo. Durante le fasi di ricostruzione, si ristrutturarono le vecchie torri e se ne aggiunsero dieci nuove. Un secolo e mezzo dopo, il castello subì nuovi interventi, questa volta ad opera dell'ingegnere militare e architetto Hiob Bretfus, responsabile della realizzazione della Nuova Torre Occidentale e di quella orientale, delle mura orientali del castello e di una galleria sotterranea, così come di alcuni ingressi e degli alloggi per i collaboratori dello starosta (un funzionario reale) della città.

### Un bersaglio ambito

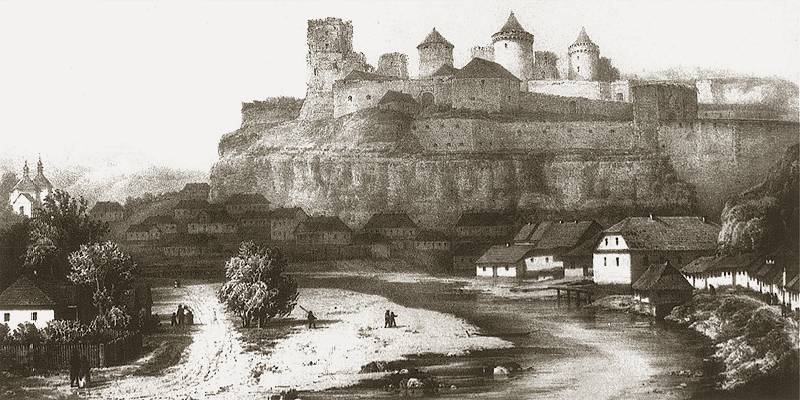
Un'antica litografia raffigurante le mura del castello con l'insediamento sottostante esistent ancora oggi

Tra il 1350 e la metà del XV secolo, il castello di Kam"janec'-Podil's'kyj si trovava su una delle principali frontiere della Confederazione polacco-lituana. Dal 1434 e fino alla sua annessione da parte dell'impero russo nel 1793, il castello svolse un ruolo importante nella difesa contro le invasioni cosacche, ottomane e tartari in arrivo; dal XV al XVII secolo, la roccaforte fu attaccata da orde tartare per un totale di 51 volte. Le invasioni tartare del 1448, 1451, 1509 e 1528, così come l'assedio ottomano del 1533, causarono danni sia al castello che alla città, ma tutte queste invasioni furono respinte con successo.
Il castello di Kam"janec'-Podil's'kyj svolse un ruolo importante durante la rivolta di Chmel'nyc'kyj tra il 1648 e il 1654, quando i cosacchi di Zaporižžja, guidati dall'etmano Bohdan Chmel'nyc'kyj, si allearono con i tartari di Crimea e i contadini ruteni locali contro l'esercito e la milizia della Polonia-Lituania. Durante la sommossa, il castello fu assediato invano dai cosacchi del posto e dagli insorti guidati dal comandante Maksim Krivonis. Nel 1651, il castello patì un'altra aggressione cosacca guidata dall'etmano Ivan Bohun, prima che un inaspettato contrattacco da parte degli insorti polacchi sotto i comandanti Aleksandrenka e Čuika ristabilisse la presenza confederata nell'area. Un esercito di 60.000 combattenti, guidato da Chmel'nyc'kyj in persona, riaffermò il controllo cosacco sul castello nel 1652. Solo un anno dopo, il castello fu attaccato ancora una volta, in quest'occasione da 40.000 tartari di Crimea.
All'inizio dell'agosto del 1672, un totale di 300.000 soldati ottomani guidati dal sultano Mehmed IV e una forza combinata di 40.000 tartari e cosacchi condotti dall'etmano Petro Dorošenko si presentarono alle porte della roccaforte. Dopo aver condotto dei negoziati con gli aggressori, i capi della città si arresero al controllo della fortezza agli osmanici il 18 agosto. In segno di protesta, il comandante della fortezza Michał Wołodyjowski e il maggiore Hejking fecero esplodere la polvere da sparo rimanente del castello, uccidendosi insieme a 800 difensori. Da allora e 27 anni dopo l'attacco, la fortezza servì come centro principale dell'eyalet di Podolia. La pace di Carlowitz del 1699 vide il ritorno della supremazia polacca sull'area dopo che gli ottomani dovettero abbandonare la regione.

### Da castello a prigione
Dall'inizio del XVIII secolo, il castello di Kam"janec'-Podil's'kyj aveva perso il suo ruolo difensivo e venne utilizzato più come prigione militare che come fortificazione difensiva. Tra i reclusi e i giustiziati principali figurarono negli anni staršiná (ufficiali), haidamaka e anche il pretendente che all'età aveva tre anni al trono polacco, Stanislao II Augusto Poniatowski.
Anche se aveva perso il suo carattere difensivo, il sito si rivelò uno dei più robusti della Confederazione fino alla seconda spartizione della Polonia del 21 aprile 1793, quando sia il castello sia la città passarono sotto la sovranità dell'impero russo. Lo stesso giorno, il comandante del castello consegnò la chiave della struttura ai nuovi padroni e giurò fedeltà all'impero nella cattedrale della città. 101 cannoni d'artiglieria in seguito accompagnarono la decisione del comandante all'interno del castello sparando a salve. Durante la campagna di Russia del 1812, una guarnigione dell'esercito imperiale russo rimase di guardia nel castello. Nel 1815, Konstantin Batjuškov, che in seguito divenne un noto poeta e scrittore, fu di stanza in qualità di ufficiale nella fortificazione. Nel 1846, anche il poeta Vladimir Raïevski prestò servizio militare del castello: durante quella fase, egli istituì un'organizzazione filo-decabrista di ufficiali dell'esercito dalla mentalità progressista.
Dal 1816 fino al 1914, la fortezza fu trasformata da prigione militare in carcere per debitori, criminali e prigionieri politici. Nel 1831, il lessicologo russo Vladimir Dal' lavorava nel castello, all'epoca scriveva un dizionario della lingua russa. Il castello era il centro del movimento anti-feudale nella Podolia durante il XIX secolo guidato dal veterano di cavalleria della guerra patriottica del 1812 Ustim Karmeluk (1787-1835), oggi considerato dagli ucraini un eroe popolare nazionale.

### Museo e progetti di tutela

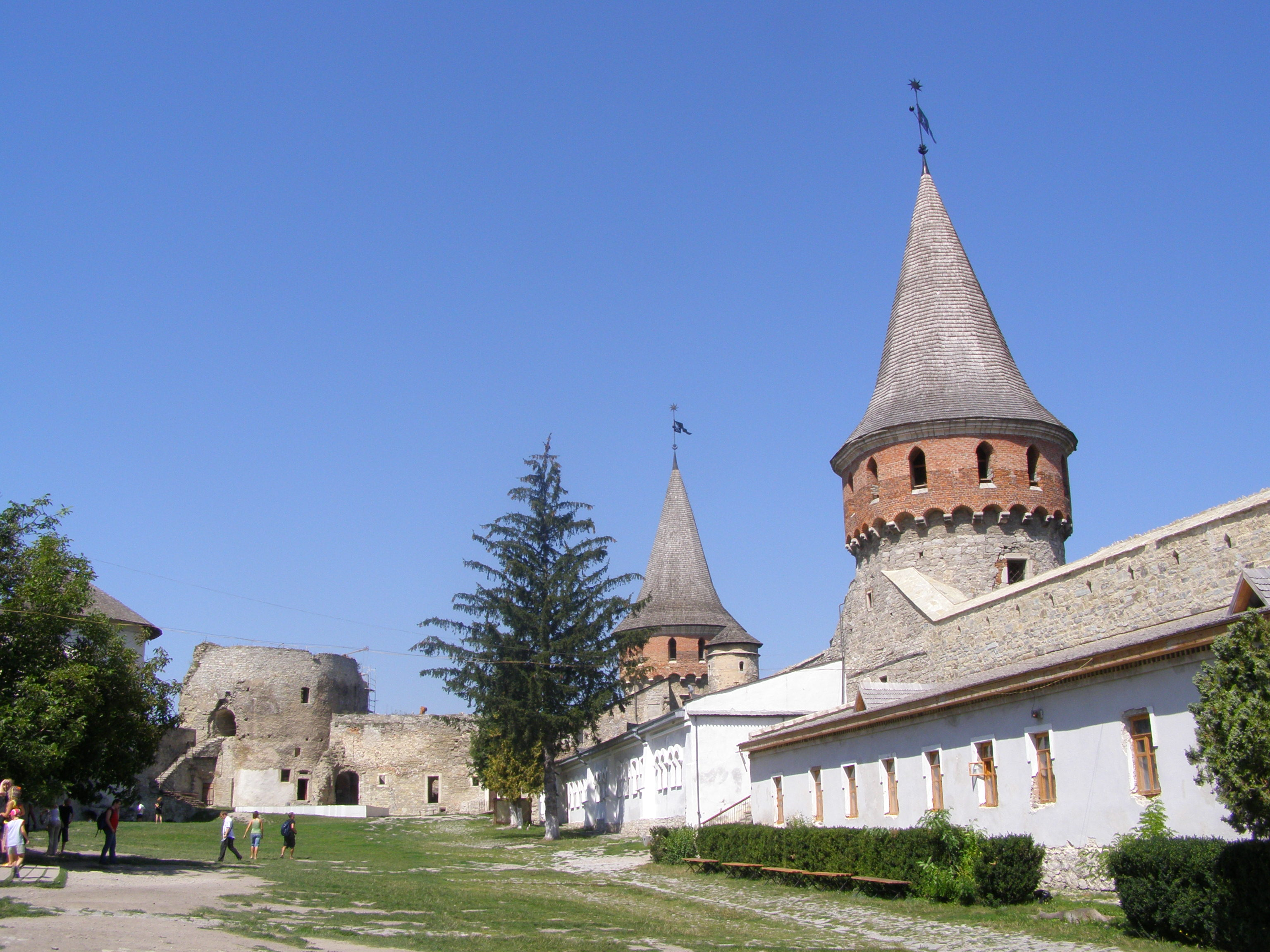
Cortile interno e vista del museo del castello

Dopo una serie di cambiamenti politici a seguito della rivoluzione del 1905, i partiti e le organizzazioni politiche furono ammessi dalla legge in tutto l'impero russo. Nel 1906, nel castello aveva sede un totale di 67 organizzazioni politiche: tra questi c'era il giornale "Iskra" (Scintilla) del Partito operaio socialdemocratico russo. Un decreto emesso dal Consiglio dei commissari del popolo della RSS Ucraina nel 1928 dichiarò il complesso del castello di Kam"janec'-Podil's'kyj una riserva storico-culturale. Alla fine degli anni '30, fu pianificata la trasformazione del castello in un museo e nel 1937 si iniziarono i lavori di ricostruzione degli edifici. Tra le attrazioni del museo si aggiunse una scena raffigurante Karmaliuk nella cella di prigione del castello nella cosiddetta torre papale, dove fu tenuto durante la sua prigionia nel castello. Il numero di visitatori della struttura durante gli anni '30 raggiunse i 300.000 turisti all'anno.
Nel 1947, il castello di Kam"janec'-Podil's'kyj fu inserito nell'elenco delle riserve storiche di tutta l'URSS. Una placca commemorativa e un bassorilievo dedicato a Karmaliuk furono eretti vicino all'esposizione allestita in loco il 18 aprile 1958. Dal 1962, i lavori di restauro e di archeologia vennero condotti nel castello sotto la supervisione degli architetti Y. Plamenjtska e A. Tjupjč. Il 18 maggio 1977 si istituì la riserva nazionale storico-architettonica di "Kam"janec'". Il 13 settembre 1989, il governo della RSS Ucraina presentò una richiesta di designazione della zona tutelata nell'elenco dei patrimoni dell'umanità curato dall'UNESCO.
Nel 2004, la riserva fu trasformata in un distretto nazionale di conservazione da un provvedimento normativo. Il 21 agosto 2007, il complesso è stato dichiarato una delle sette meraviglie dell'Ucraina, classificandosi al terzo posto nel processo di assegnazione di questo riconoscimento nazionale. Una forte tempesta avvenuta il 1º agosto 2011 distrusse parzialmente la Nuova Torre Occidentale; in quell'occasione, l'ufficio del sindaco della città non negò che l'integrità strutturale della torre era stata indebolita durante la sua ultima ricostruzione nel 2007, aprendo la strada al suo crollo appena quattro anni dopo.

## Il castello
La fortificazione si compone di due sezioni principali, il vecchio (in ucraino Старий замок?) e il nuovo castello (in ucraino Новий замок?), costruiti però in periodi diversi e per sopperire a finalità differenti. Il primo difendeva l'accesso della città vecchia locale, perseguendo lo scopo di fornire protezione dagli assalti diretti dei soldati nemici. Il secondo vide la luce durante i numerosi successivi ammodernamenti della roccaforte, con il compito di fornire protezione dalle armate ostili e dagli equipaggiamenti che queste adoperavano e che miglioravano con il tempo.

### Il ponte
Come risultato della posizione unica in cui si trova il castello, il ponte che conduce al presidio (in ucraino Замковий міст?) funge da unica via di collegamento per il quartiere vecchio della città. Considerato un notevole capolavoro di ingegneria medievale, il ponte ha una lunghezza di 88 m. All'ingresso del ponte, la sua larghezza è di circa 8,5 m, mentre alla fine si restringe a 6,5. L'altezza del ponte è pari a 27 m all'ingresso, scendendo a 17 lungo il lato opposto.
All'inizio del XV secolo, all'estremità del ponte del castello, fu costruita una grande torre circolare di accesso; l'altezza del ponte, inclusa la torre, era equivalente a quella di otto moderni piani. Durante il fallito assedio polacco della città nel 1687, il ponte subì un processo di ricostruzione e fortificazione avviato dai turchi, venendo ribattezzato come "ponte turco" (Турецький міст), come molti abitanti lo chiamano ancora adesso. Lo stato della pietra della facciata del ponte versò in cattive condizioni dal 1841 fino alla fine del XIX secolo. Una successiva mancanza di lavori di conservazione, insieme ai danni del terremoto nel 1986, contribuì a peggiorarne le condizioni. Nel 2000, il World Monuments Fund ha incluso il ponte del castello di Kam"janec'-Podil's'kyj nella Lista dell'osservatorio mondiale dei monumenti del 2000.

### Gli ingressi

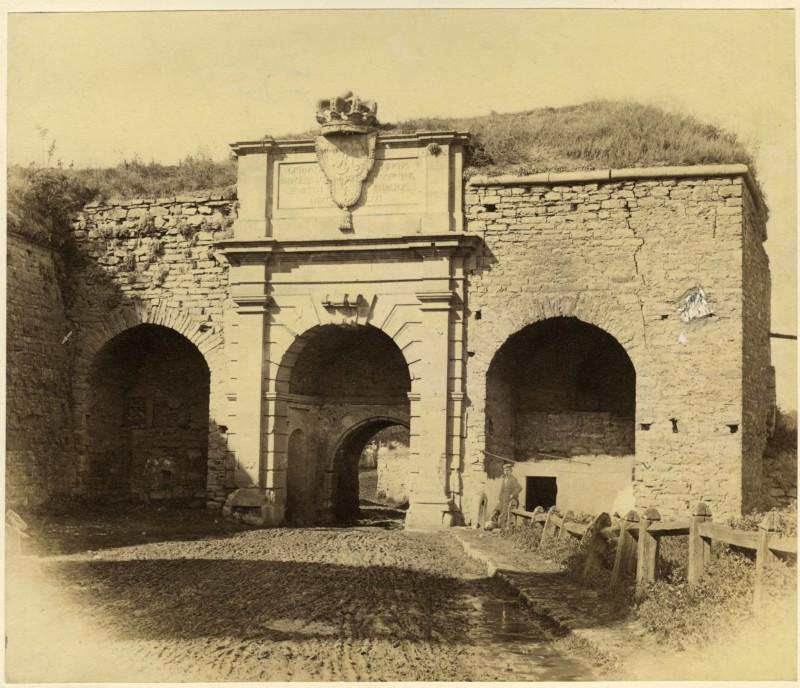
La porta Polna

Il castello presentava tre ingressi, oggi non più presenti, ovvero la porta Polna (così chiamata perché si trovava in direzione dei campi coltivati, detti in ucraino поле, pole), Skalska (sul lato del castello volto verso Skala-Podilska) e quella di Stanislao II. Di fronte alla torre Rozhanka si ergeva dall'altra parte della strada un cancello in mattoni con tre archi, restaurato nel 1771. Sul lato meridionale del cancello, sul lato situato verso la città sopra l'arco centrale, fu scolpita una corona reale con l'abbreviazione del re Stanislao Augusto in pietra (Stanislai Augusti Rex Poloniae), con al di sotto la seguente iscrizione:
Dall'altro lato della porta si riportava un'altra iscrizione:
La porta dedicata a Stanislao II Augusto, prima collegata alla torre dell'Acqua, fu abbattuta dal governo russo nel 1876, al fine di realizzare un passaggio più redditizio. Poco più avanti, in direzione della sezione nuova del castello, c'era un ulteriore ingresso nei secoli XV e XVI.

### La vecchia struttura
La pianta del vecchio castello ha una forma quadrangolare irregolare, che si estende sul ciglio dell'angolo alto del monte da sud-est a nord-ovest. La larghezza del castello è di circa 50 m, la lunghezza è di 135 m da nord, 160 m da sud e 180 m al centro. L'area del cortile del castello occupa tra i 30.000 e i 40.000 m², e, insieme agli edifici adiacenti, raggiunge i 15.000 m².

### La nuova struttura

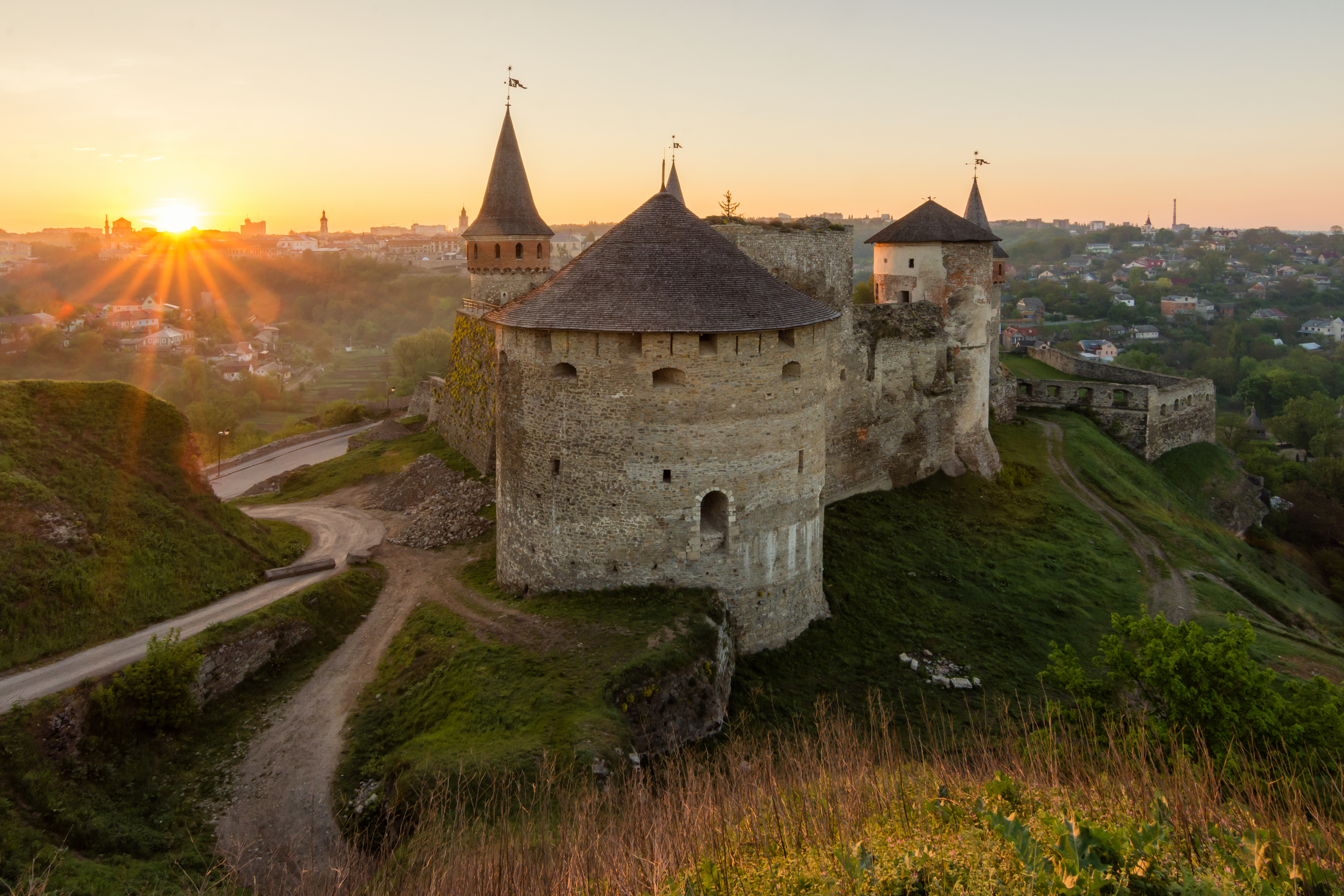
Il castello e la città ai suoi piedi al tramonto

La pianta del nuovo castello è trapezoidale con un ampio lato a nord-ovest. Tenuto conto dei bastioni, la larghezza raggiunge i 250 m, la lunghezza in direzione del vecchio castello è di circa 220 m. L'area del castello di terra, compresi tutti i bastioni, è di circa 30.000 m².
La superficie totale di entrambi i castelli è di circa 45.000 m².

### Le mura
Le mura del castello locale sono divise in tre sezioni: la settentrionale, la meridionale e l'orientale.
Quelle della parte settentrionale (circa 336 m di lunghezza) difendono l'intero cortile interno. Le mura nord-occidentali del cortile formano l'antica struttura, che termina tra le torri del Giorno e di Rozhanka. Sono presenti due sezioni mura parallele, che includono la Nuova Torre Occidentale, i resti della torre Nera e una casamatta a due livelli, o postazione di cannoni fortificata. La più antica delle due sezioni risale all'inizio del XII secolo e presenta delle merlature: un'altra casamatta si trovava alle mura orientali. Le mura settentrionali sono rinforzate con il bastione settentrionale per tutta la loro lunghezza. Il bastione andò costruito nel 1790, poco prima della seconda spartizione della Polonia. In questa sezione si sviluppa anche il castello nuovo, ideato come opera a corno e situato a ovest del complesso principale del castello.

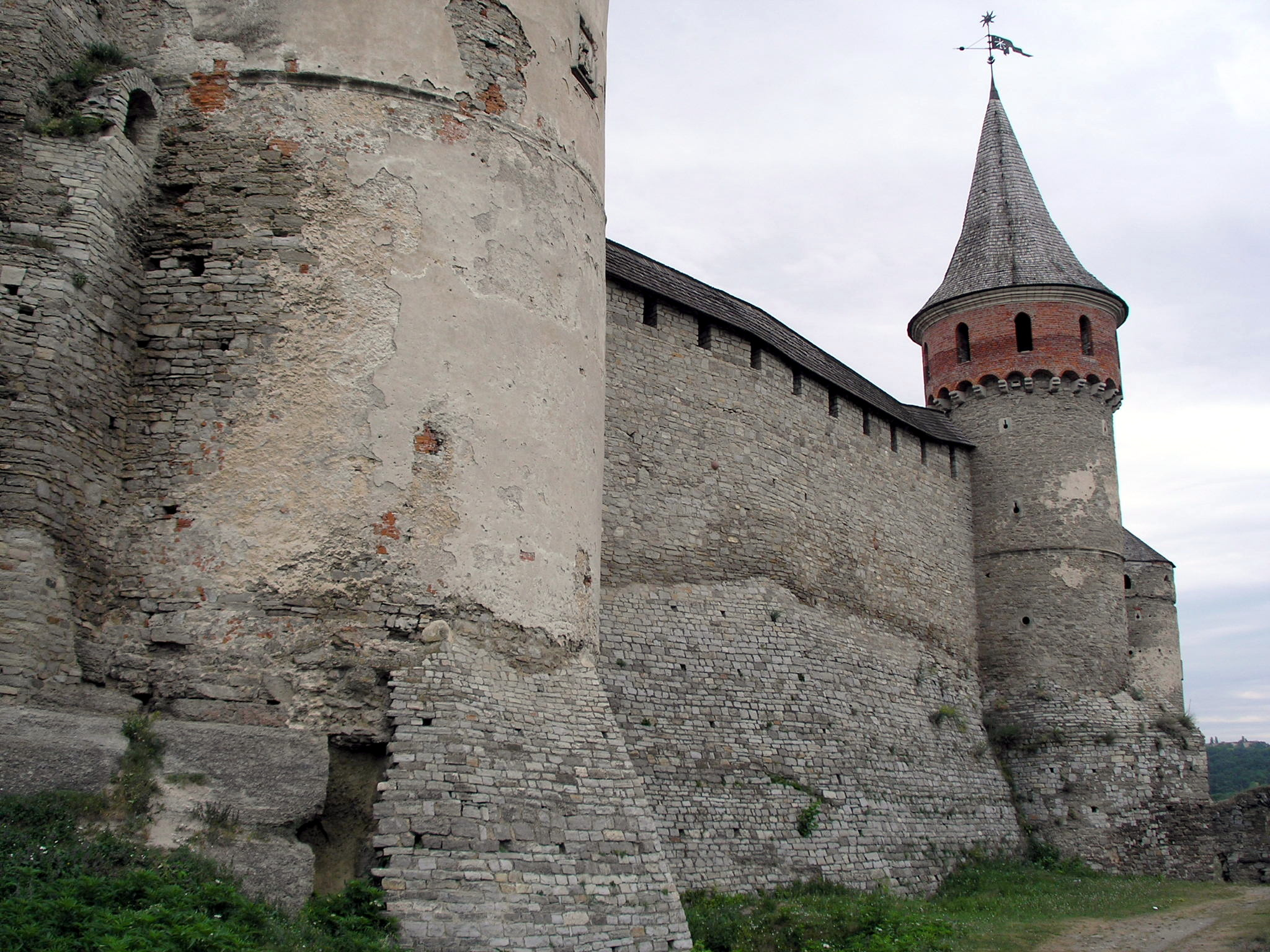
Secoli di aggiunte alle mura di fortificazione si aggiungono alla diversità architettonica del castello

Sul lato orientale del cortile del castello si trovavano i resti della chiesa di San Stanislao, accanto alla quale si trovava la tomba di M. Potocki. Accanto alla torre Kovpak sorgeva una chiesa ortodossa, dove si procedette al seppellimento del principe Karijotas. Nel cortile lungo le mura meridionali tra le torri Kovpak e Tenčjnska c'erano un granaio e una rimessa per carri. Di fronte a queste ultime strutture, vicino alle mura settentrionali e alla torre Lanckorońska, trovava sede la residenza dello starosta. Accanto alla torre Tenčjnska sorgeva il rurmuš, che fungeva da cisterna per l'acqua del castello. Presso le mura meridionali più vicine alla torre Bianca si accedeva a una cucina e a una panetteria. Adiacente alle mura meridionali, tra la torre Bianca e quella del Giorno, sorgeva il quartier generale dello starosta. A ridosso delle mura occidentali c'erano i čeljadna, o quartieri dei servi, che ospitavano fino a 70 persone che lavoravano nel castello. Al di fuori delle mura settentrionali si trovavano le scuderie, che poteva ospitare fino a 30 cavalli. Nel XVI secolo il castello aveva una guarnigione di circa 300 soldati, i quali vivevano nella città.

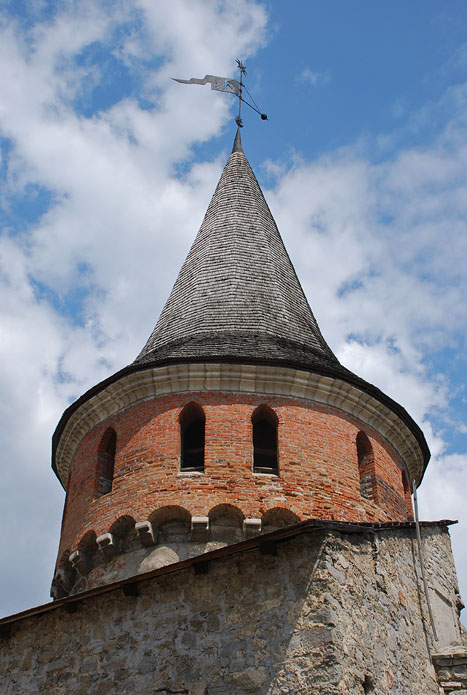
Primo piano di una delle 12 torri

Una recente indagine sulle mura del castello ha consentito di scoprire alcune problematiche dovute al dissesto idrogeologico, le quali in epoca moderna avevano parzialmente minato i sostegni della struttura. Le antiche mura sorgevano su 5 metri di terreno calcareo che sopraelevavano il fiume. Gli ulteriori lavori di scavo hanno mostrato che le cinte si estendevano a ovest, così come dalla sezione della parte vecchia del castello a quella dei bastioni di quello nuovo. Nel fossato sono stati trovati anche i plinti di sostegno del vecchio ponte del castello; partendo da sud, il muro era largo 2,5 m e alto 5.
Le mura nordoccidentali, almeno quelle sopravvissute fino ad oggi, raggiungono invece una quota compresa tra 5,7 e 13,7 m. A seguito delle numerose ricostruzioni, la profondità delle mura è cambiata nel corso dei secoli, essendo pari a 1,45 m nel Medioevo, a 2,2 m durante i secoli XIV e XV, e a una media di 4 dopo la ricostruzione dei secoli XVI e XVII. Di recente sono stati condotti lavori di conservazione sulle pareti per preservare i vecchi frammenti dell'epoca della Rus'.

### Le dodici torri
Essendo un vasto e fondamentale complesso di fortificazioni, il castello di Kam"janec'-Podil's'kyj vantò nel periodo migliore dodici torri, alcune delle quali furono aggiunte durante i successivi lavori di manutenzione. Alcune delle torri erano situate sulla penisola su cui si trova il castello principale, altre situate sui ripidi pendii a ridosso del fiume Smotrič. Tra le strutture minori vi erano la piccola torre meridionale e due torri dacio-romane, una delle quali sorgeva appena al di fuori selle mura orientali; una mezza torre si trova infine all'estremità occidentale del ponte del castello. Di queste strutture, tuttavia, oggi solo poche sono sopravvissute in stato integre. Nello specifico, le dodici torri erano:
- Torre papale (nota anche come torre di Karmeliuk o Giulia):[34] costruita nel XV e XVI secolo, ospitava all'interno un arsenale di artiglieria, un deposito delle polveri, una tesoreria e un mulino, interconnesso con l'esteso bastione meridionale.[37] In cima alla torre, sul lato che dà sulla città, si trova una scultura in pietra con lo stemma e le insegne papali. Si immagina che esse siano quelle di Giulio II (al soglio dal 1503 al 1513), che fornì i fondi necessari per la riparazione del castello locale;[39]
- Torre Kovpak (chiamata anche della szlachta):[nota 2] realizzata sulle fondamenta di una torre precedente e variamente modificata XIV e il XVI secolo, in essa risiedeva la szlachta che viveva in città;[37]
- Torre Tenčjnska: fu realizzata tra XIV e il XVI secolo con il contributo economico della famiglia Tęczyński;[37]
- Torre Bianca (anche detta Laska): costruita nel XV secolo,[34] ospitava un arsenale di artiglieria supplementare;[37]
- Torre del Giorno (anche Dzienna): si tratta di una grande struttura con un'intersezione di artiglieria al secondo piano per spostare i cannoni in posizione di fuoco e sulla Nuova Torre Occidentale. In passato, si poteva pregare in una cappella cattolica dedicata all'Arcangelo Michele, a cui subentrò una luterana e un "orlyk" (aquilotto) più piccolo, o torre di osservazione, in cima.[37] Supervisionò la sua costruzione lo starosta Mikołaj Brzeski nel 1575, dopo tre anni da quando aveva ricevuto l'incarico. A riprova di quanto detto vi è l'iscrizione sulla parete interna della torre: al di sopra della stessa sorgeva un'altra stele in pietra con lo stemma, ma questa finì poi volontariamente rimossa dal muro. Si legge nell'iscrizione:[33]

- Nuova Torre Occidentale (o torre Grande): ultimata nel 1544, fungeva da bastione.[34] Ospitava una delle macchine da stampa del castello e forniva anche una piattaforma di artiglieria per coprire i vasti campi che la circondavano. Venne danneggiata dal forte temporale avvenito nel 2011.[31][37]
- Torre Różanka (anche Burgrabska o Kreslavska): costruita tra il XIV e il XVI secolo, ospitava una prigione nel seminterrato della stessa.[34] È una delle tre torri, assieme alla Tenčjnska e alla Lanckorońska, ad essere stata rifinita con volte coniche: il fine era quello di aspirare i gas dalla polvere da sparo lì immagazzinata.[37] Dal lato della città, cioè da est, sopra la finestra, decorata con pietre squadrate, si legge una tavola in pietra recante un'iscrizione. I ricercatori di storia antica di Kam"janec' l'hanno interpretata immaginando che si riferisse al fondatore di questa torre, cioè Krzesław Kurozwęcki, vescovo di Breslavia o della Cuiavia nel 1503.[33] Restano comunque dei dubbi, poiché, nel 1927, grazie a una fotografia scattata con un teleobiettivo, alcuni hanno immaginato che la data cronologica indicasse il 1707. Il testo recita:[33]

- Torre dell'Acqua (o Smotrjtska):[34] annoverata tra le costruzioni successive del castello risalente al XV-XVIII secolo, un tempo era collegata al castello dalla Porta del Campo, situata a una certa distanza dal complesso principale sul lato settentrionale.[34] Conteneva un serbatoio idrico che attingeva acqua dall'adiacente fiume Smotrič e un passaggio sotterraneo segreto, la cui esistenza era nota solo agli starosta e agli scribi locali;[37]
- Torre del Comandante: risalente al XV secolo;[34]
- Torre Lanckorońska (o seconda torre Laska): costruita tra il XIV e il XVI secolo, dedicata alla famiglia Lanckoroński;[37]
- Torre Nera: esistono solo i resti di questa struttura, risalenti al XV e XVI secolo.[40] Essa fungeva da polveriera e fu fatta saltare in aria in una protesta durante l'arrivo degli ottomani;[34]
- Nuova Torre Orientale: costruita nel 1544.[34]

## Il castello nella cultura di massa

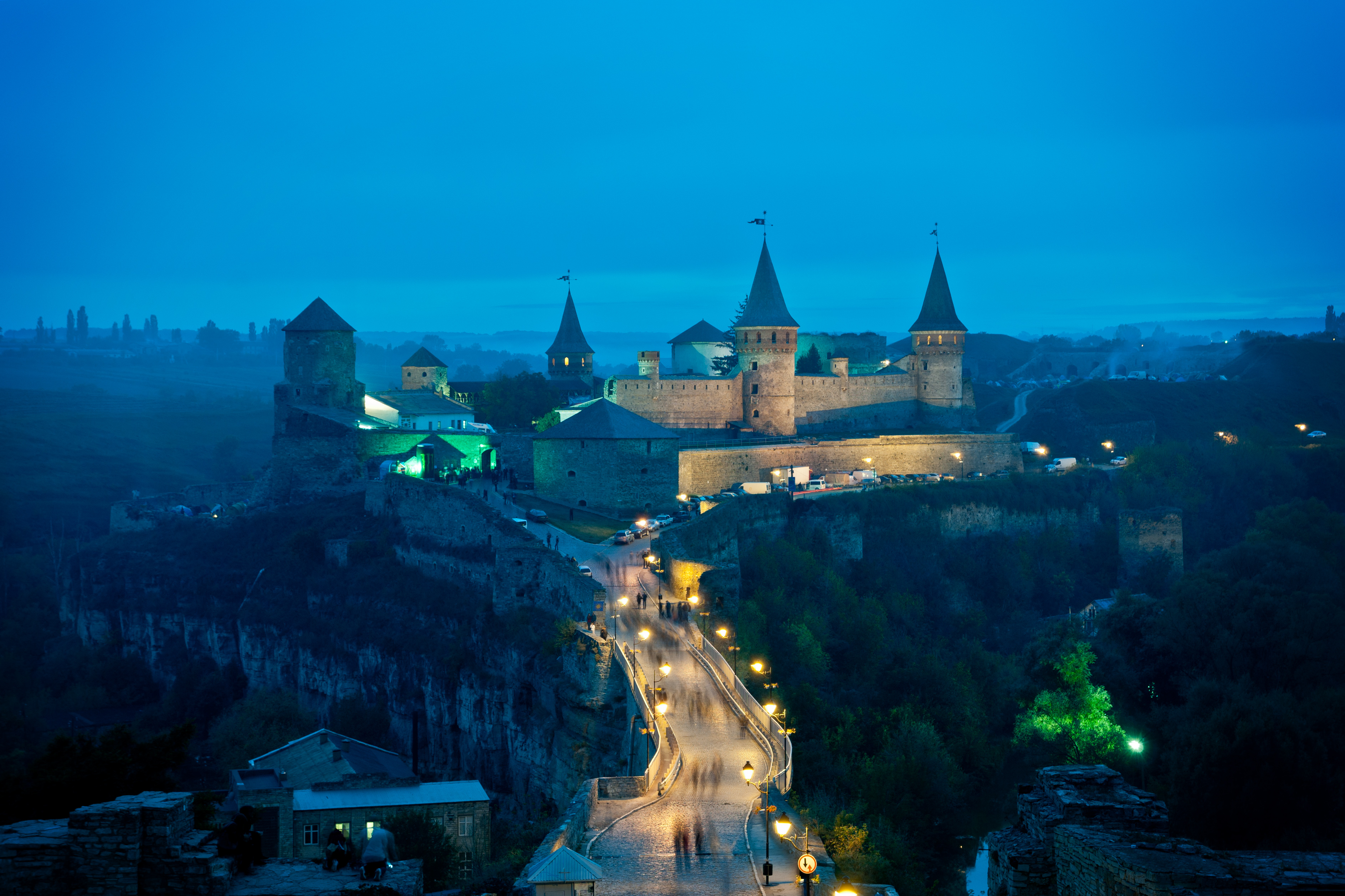
Veduta notturna del castello di Kam"janec'-Podil's'kyj

Il castello di Kam"janec'-Podil's'kyj resta uno dei principali luoghi visitati in Ucraina. Il castello vede anche un gran numero di turisti provenienti dalla nazione e dall'estero, con numeri che superano il migliaio di persone. Il grande fascino che circonda la roccaforte ha dato origine a diverse leggende locali. Secondo una di esse, quando il sultano ottomano Osman II arrivò sul posto nel 1621 con l'intento di espugnare la città, pare che egli rimase colpito dalla sua forza e dalle sue fortificazioni e chiese: "Chi ha costruito questa grande città?". Qualcuno allora gli rispose: "Dio stesso". Quando Osman non riuscì a catturare il castello, riferì a chi lo aveva affiancato nella campagna: "Meglio lasciare che sia Dio stesso a prendere la città". Un altro racconto narra che dell'oro turco giaccia nelle acque del fiume Smotrič e che un tunnel lungo 20 km conduce alla fortezza di Chotyn partendo dal castello di Kam"janec'-Podil's'kyj.
Gli eventi dell'assedio ottomano del 1672 vengono descritti nel romanzo storico del 1888 intitolato Il signor Wołodyjowski, scritto dal premio Nobel polacco Henryk Sienkiewicz. L'autore ricostruiva nello specifico in chiave romanzata l'episodio della morte di Wołodyjowski e del maggiore Hejking nel 1672. Il castello è apparso su una moneta commemorativa della serie delle "Antiche fortezze sul "fiume Dnestr" emessa dalla Banca Repubblicana della Transnistria, uno Stato non riconosciuto a livello internazionale e compreso de iure nella Moldavia.